# Nagasu
Nagasu (長洲町, Nagasu-machi) est un bourg situé dans le district de Tamana (préfecture de Kumamoto), au Japon.